# Harmadik világháború

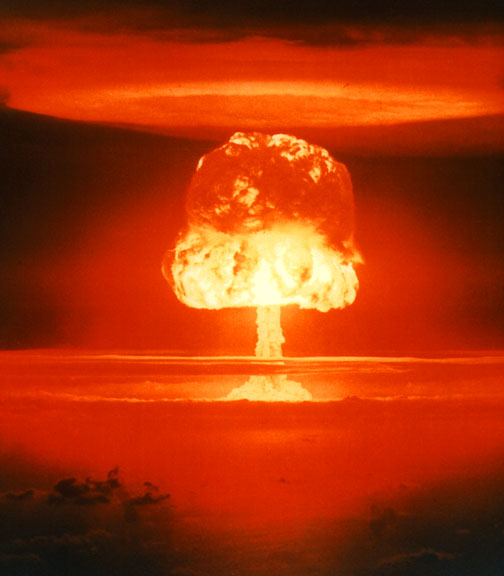
Az atomháború rémálma sokak számára egyenlő a III. világháborúval

Harmadik világháború alatt olyan feltételezett összecsapást értünk, amely hasonló méretű vagy nagyobb lenne, mint az első és a második világháború, és akár az egész emberi civilizációt a megsemmisülés szélére sodorhatná. A legtöbb elmélet szerint ebben a konfliktusban nagy szerepet játszanának a tömegpusztító fegyverek, mint a nukleáris, biológiai és a vegyi fegyverek, és az emberiség jelentős részét vagy akár az egészét elpusztíthatnák.
A kifejezés mögött mindig az adott korban fenyegető katonai konfliktusoktól való félelem bújik meg. A 20. század második felében a hidegháború hatalmainak – végül elmaradt – nagy katonai összecsapását értették a kifejezés alatt.

## Elképzelések a harmadik világháború természetéről

### Nagyhatalmak összecsapása
Az emberek képzeletét leginkább az első és második világháborúhoz hasonló forgatókönyvű háború ragadja meg. Eszerint a harmadik világháború a szövetségi rendszereket kiépítő nagyhatalmak közvetlen összeütközése lesz, amelybe a legtöbb hatalom bekapcsolódik, végül pedig a nagyhatalmi szerepkörök újraelosztását vagy az emberi civilizáció teljes hanyatlását eredményezi.
Többen ilyen természetű háború kipattanásától féltek az Egyesült Államok és a regionális hatalmi szerepre pályázó Irán közötti feszültségek kiéleződése idején. 2007 októberében George W. Bush amerikai elnök az iráni atomprogrammal kapcsolatban figyelmeztetett a harmadik világháború veszélyére, egy év múlva pedig az iráni hadsereg parancsnoka fenyegette meg az Egyesült Államokat világégéssel. 2008 nyarán Robert Kagan amerikai politológus jelentette meg a The Return of History and the End of Dreams (A történelem visszatérése és az álmok vége) című könyvét, amelyben az autoriter kínai–orosz–iráni és a demokratikus India–Amerika–Európa szövetségek összecsapását valószínűsítette harmadik világégésként. Az Irán-USA világháború kitörésére különösen sokan számítottak azután, hogy 2020 elején az Egyesült Államok meggyilkolta Szulejmáni tábornokot.

A szövetségi rendszerek közötti világháború veszélyét hordozta az ukrajnai invázió, amely miatt ismét kiéleződött a NATO és Oroszország viszonya. A feszültség elfajulására utalóan a legmagasabb rangú keleti és nyugati vezetők is a harmadik világháború kifejezést használták.

Szintén ebbe a típusba tartozik a Kelet-Ázsiában terjeszkedő Kína és az azt megállítani akaró Egyesült Államok által szervezett koalíció lehetséges összecsapása.

### Globális polgárháború
Elsősorban értelmiségiek vetették fel, hogy a harmadik világháború természete alaposan eltérhet a korábbi kettőtől. Ezen elképzelés szerint a harmadik világégés elsősorban nem államok közötti összecsapásaként következne be, hanem a globalizált emberi társadalom, gazdaság és kultúra elfajult és kezelhetetlen állapota lenne. A határok nélküli világban az önmagukat a globalizáció veszteseként meghatározó társadalmi csoportok vallási, etnikai vagy ideológiai csoportjai tényleges háborút folytatnának az általuk ellenségként kezelt csoportok és szervezetek, illetve a globalizáció ellen. A folyamat a világszerte meglévő faji, vallási, nemzetiségi, nyelvi és világnézeti törésvonalak mentén terjedne. A több országban egymással párhuzamosan zajló kis háborúk végül egy zűrzavaros globális polgárháborúvá szélesednének, amelyben a főszereplők nem feltétlenül államok, hanem különböző mozgalmak. Csejtei Dezső a világot kormányozni akaró, de arra képtelen globalista elit elleni lázadásként vázolta fel a harmadik világháborút. A hozzá hasonló véleményen lévő Bogár László szerint a globalizált, elvilágiasodott és hálózatokba szerveződő elit a 21. század elejére gazdasági, társadalmi és környezeti krízist okozott, ezért kétségbeesetten próbálja elkerülni, hogy az ellene fellépő zöld-, jobb- és baloldali, illetve iszlamista mozgalmak hasonló hálózatokba szerveződve globális szinten polgárháborút indítsanak a globalizáció ellen. Tamás Gáspár Miklós a globalizáció csődje miatt a harmadik világból a gazdag államokba beáramlani akaró tömegek és az önazonosságukat védelmező gazdag nemzetek közötti összecsapást értelmezte globális polgár-világháborúként.
A globális polgárháborúnak elsősorban a nyelvi, etnikai, faji és vallási tekintetben sokszínű társadalmak, illetve a politikai értelemben mélyen megosztott országok lennének kitettek. Az ilyen ellentétek korábban is megvoltak, azonban globalizáció híján nem nem vezettek világháborúhoz, elhúzódó regionális konfliktusokhoz azonban már igen. A síiták és szunniták közötti ellentét az arab tavaszt követően évekig tartó (regionális) polgárháborút eredményezett Jemen, Szíria és Irak területén. Szintén ebbe a csoportba sorolható a 21. század elején globálissá váló szunnita muzulmán terrorizmus jelentette kihívás is. 2001 és 2016 között sokan az USA terrorizmus ellen folytatott globális hadjáratát értelmezték harmadik világháborúként. 2015-ben Ferenc pápa értékelte úgy, hogy a harmadik világháború már kitört, amelyet a 2015. novemberi párizsi terrortámadással látott elkezdettnek, összefüggésbe állítva a világ más részein zajló súlyos konfliktusokkal, amelyek óriási menekülthullámokat indítottak el Európa felé.

## Ahidegháborúmint harmadik világháború
A hidegháború idején a világ több alkalommal is a nagyhatalmak nyílt összecsapásának küszöbére sodródott, de a harmadik világháború kitörésével fenyegető konfliktusokat mindig sikerült megoldani. Az emberiség a kubai rakétaválság idején volt legközelebb a harmadik világháború kirobbanásához, de a hidegháború más pillanataiban is akadtak újabb világégéssel fenyegető pillanatok:
- 1950–53 – A koreai háború idején Douglas MacArthur amerikai tábornok Kína bombázását fontolgatta, hogy a kommunizmus kelet-ázsiai térhódításának gátat vessen.
- 1956. – A szuezi válság idején Nagy-Britannia, Franciaország és Izrael megtámadta a Szovjetunió szövetségesének számító Egyiptomot. Az USA tartván a szovjetek reakciójától arra kényszerítette szövetségeseit, hogy hagyjanak fel az Egyiptom elleni hadjárattal.
- 1962. október: Kubai rakétaválság – A Szovjetunió – válaszul az Egyesült Államok törökországi rakétatelepítéseire – megkísérelte, hogy Kubában saját rakétabázist hozzon létre. Az USA válaszul blokád alá vette Kubát és a fegyvert szállító hajók elsüllyesztésével fenyegetőzött. A krízisnek a kölcsönös visszavonulás vetett véget.
- 1973. október – A jom kippuri háború
- 1979. november 9. – Az Észak-amerikai Légvédelmi Parancsnokság számítógépes rendszere azt észlelte, hogy a szovjetek totális rakétatámadást indítottak az USA ellen. A válaszcsapás előtt közvetlen telefonvonalon felhívták a szovjeteket, akik nem is tudtak az általuk indított támadásról. A későbbi vizsgálat megállapította, hogy a számítógépes rendszer megjelenítési hibája volt okolható a történtekért.
- 1983. szeptember 26. – A szovjet védelmi rendszer amerikai rakétatámadást jelzett. A monitorokat figyelő Sztanyiszlav Petrov megérzéseire hallgatva a számítógépes rendszer hibájának tekintette a jelzéseket, megelőzve ezzel a világháború kirobbanását.

## A világháborúk lehatárolásának nehézsége
Világháborúnak olyan nagy konfliktusokat nevezünk, amelyekben a világ államainak nagy része részt vesz, a gazdaságot és a társadalmat a háborús gépezet táplálására szervezik át, illetve jelentős veszteségeket szenved el minden hadviselő fél. A világháborúkat azonban kisebb konfliktusok előzik meg és követik. Ezeket nem számítjuk a világháborúkhoz, még ha azokhoz szorosan kapcsolódnak is.
Az első világháború előtt a balkáni háborúk, utána a Szovjet-Oroszország elleni intervenció és a lengyel–szovjet háború nehezíti meg a konfliktus pontos lehatárolását. A második világháborút közvetlenül megelőzte Japán Kína elleni agressziója, illetve a spanyol polgárháború.